# Erocha juanita
Erocha juanita är en fjärilsart som beskrevs av William Schaus 1889. Erocha juanita ingår i släktet Erocha och familjen nattflyn. Inga underarter finns listade i Catalogue of Life.